# Robbie van Leeuwen
Robbie van Leeuwen, né le 29 octobre 1944 à La Haye, est un guitariste, sitariste et auteur-compositeur néerlandais.

## Biographie
Après avoir joué avec The Motions, il fonde en 1967 le groupe Shocking Blue. Sa chanson Venus (1969) connaîtra un succès planétaire. En 1973, épuisé par les tournées, il se retire de Shocking Blue, puis crée un nouveau groupe, Galaxy-Lin, qui fera paraître deux albums,.